# Zubogy
Zubogy ist eine ungarische Gemeinde im Kreis Putnok im Komitat Borsod-Abaúj-Zemplén.

## Geografische Lage
Zubogy liegt in Nordungarn, 35 Kilometer nordwestlich des Komitatssitzes Miskolc und 14 Kilometer nordöstlich 
der Kreisstadt Putnok an dem Fluss Csörgös-patak. Nachbargemeinden sind Dövény, Felsőkelecsény, Imola, Ragály, Rudabánya und Alsószuha.

## Geschichte
Im Jahr 1913 gab es in der damaligen Kleingemeinde 106 Häuser und 607 Einwohner auf einer Fläche von 2000  Katastraljochen. Sie gehörte zu dieser Zeit zum Bezirk Putnok im Komitat Gömör és Kis-Hont.

## Gemeindepartnerschaften
- Krásnohorská Dlhá Lúka, Slowakei
- Schboriwzi (Жборівці), Ukraine

## Sehenswürdigkeiten
- Denkmal der Befreiung (Felszabadulási emlékmű)

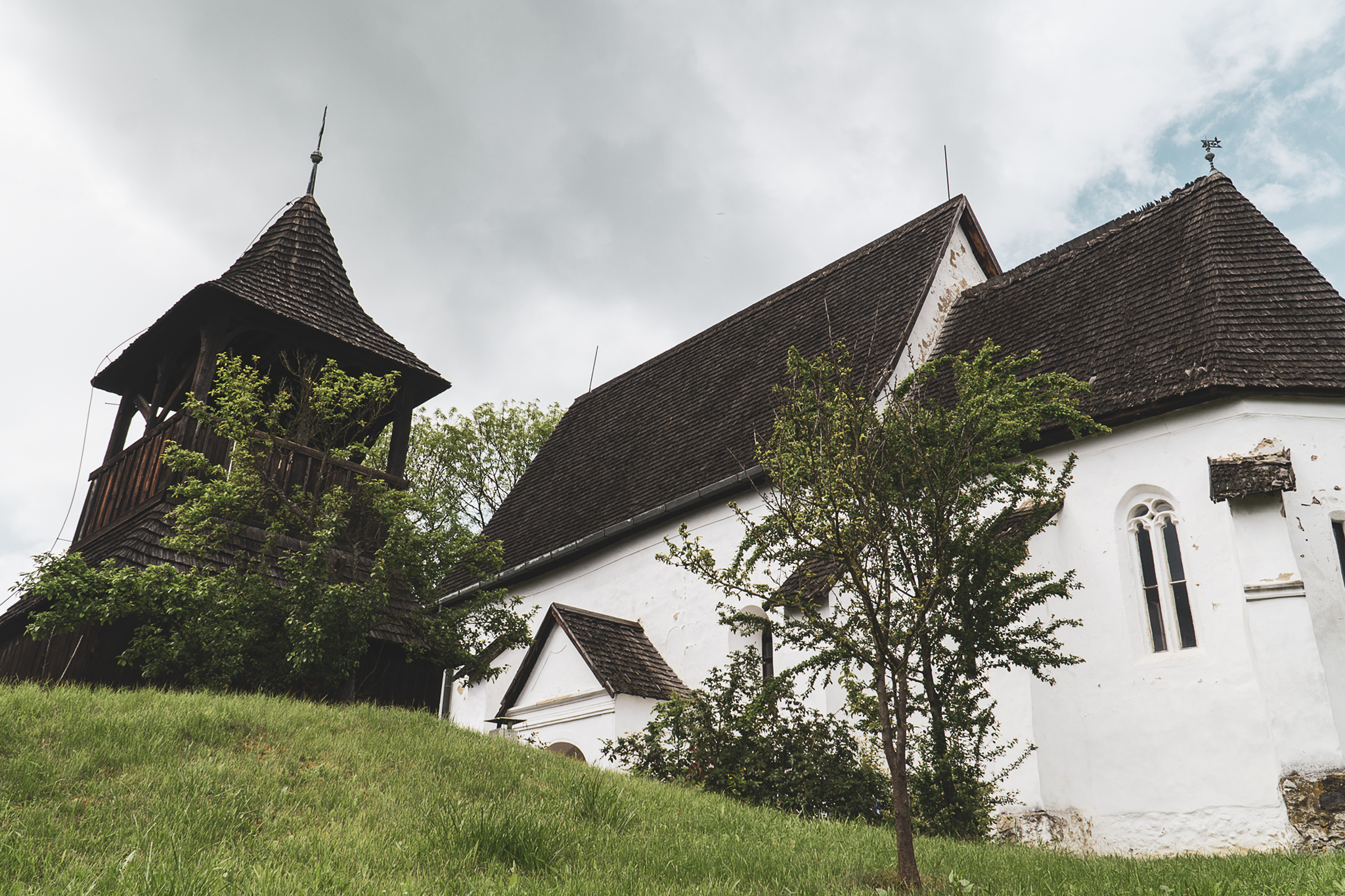
Reformierte Kirche
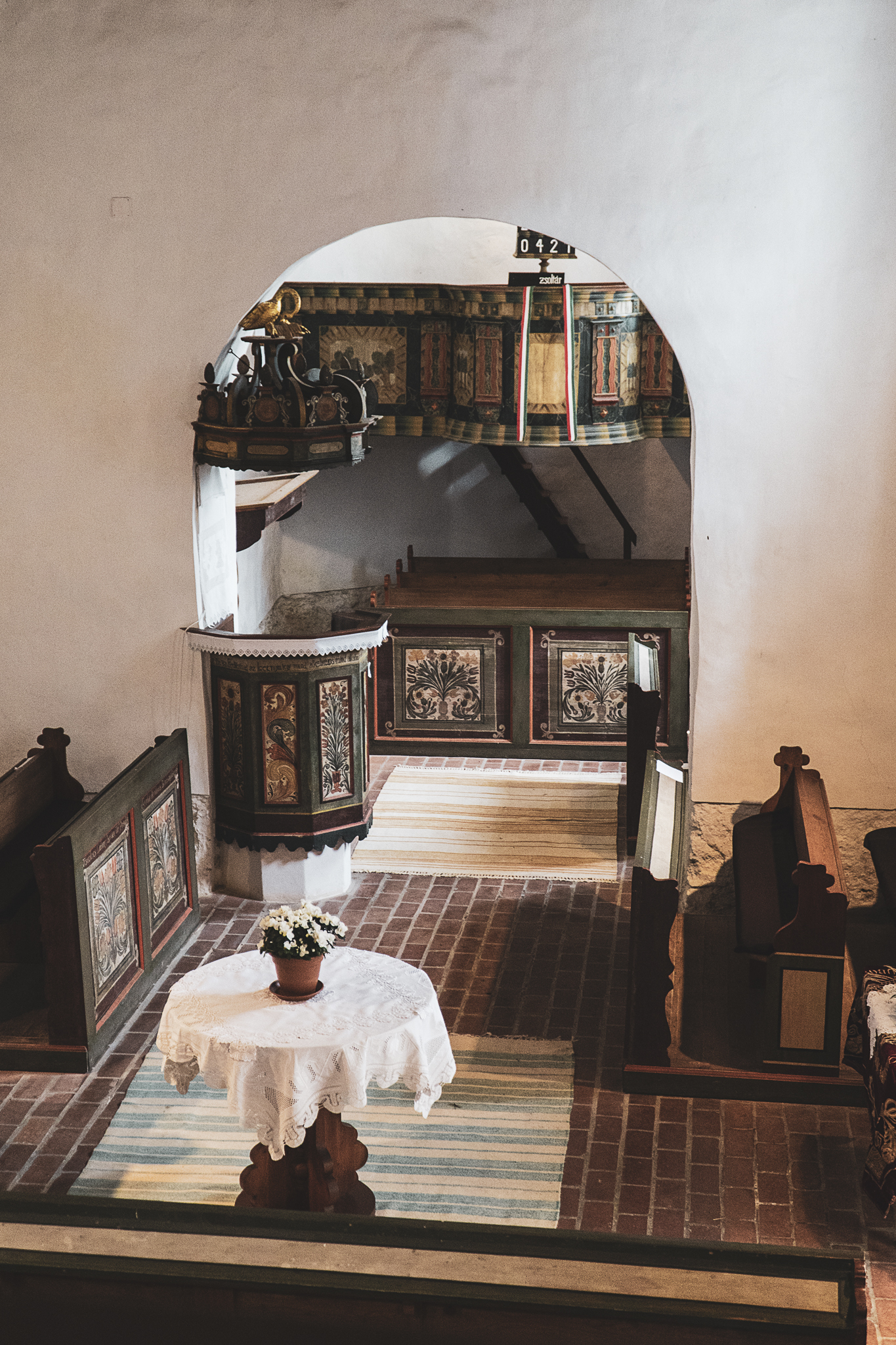
Innenraum der Kirche
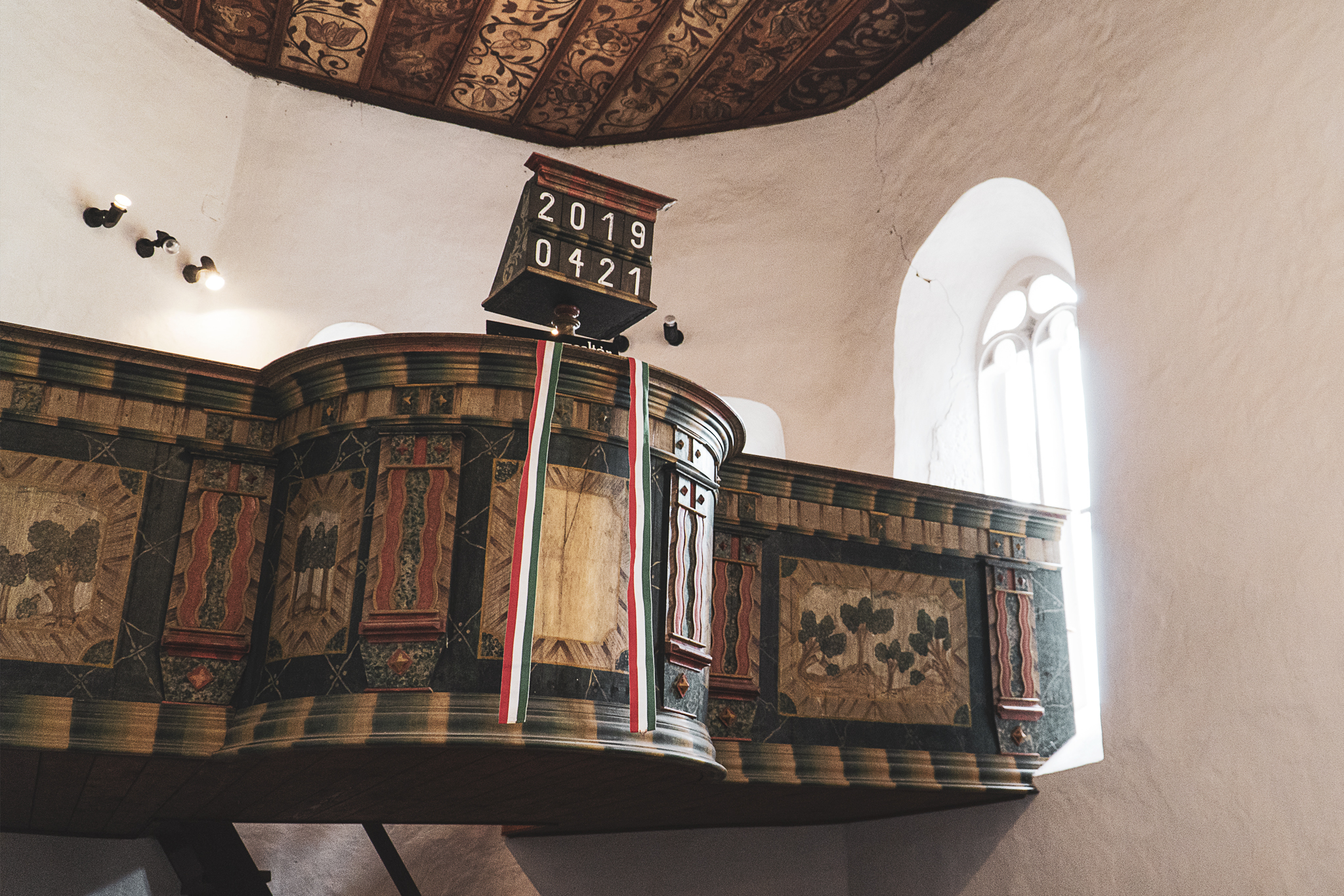
Kanzel in der Kirche

- Weltkriegsdenkmal

- Reformierte Kirche
- Innenraum der Kirche
- Kanzel in der Kirche

## Verkehr
Durch Zubogy verläuft die Landstraße Nr. 2603. Es bestehen Busverbindungen über Trizs nach Aggtelek sowie über Felsőnyárád und Kurityán nach Kazincbarcika, wo sich der nächstgelegene Bahnhof befindet.